# Inbento
『inbento』（インベントウ）は、ポーランドのインディーゲームスタジオAfterburnが開発したパズルゲーム。日本のiOS・Android版では『隠弁当 -inbento-』のタイトルを用いている。

## 概要
弁当を題材としたパズルを行う内容で、あらかじめ用意されている具材のパーツ群を弁当箱に入れ、手本通りの状態にできればクリアとなる。具材は回転させて向きを変えることができ、既に具材がある場所に乗せた場合は後乗せのものが優先される。また、具材の入れ替え、切り取り、コピーや、特定の具材で塗りつぶすといった仕掛けをパーツの一種として用いる問題もある。
Afterburnが前回手掛けたパズルゲーム『Golf Peaks』と同様にミニマルなアートスタイルを用いているが、本作では、弁当や料理を軸とする擬人化された猫の親子の物語がゲームの進行に合わせて挿入される。ゲームのインスピレーションは開発チームが健康や手軽さを考慮して数年間実践してきた弁当作りで、そのほか、チーム創設者の結婚で実感している子育ての大変さや猫を飼っていることも反映されている。

## 評価
- 16th International Mobile Gaming Awards（英語版） ノミネート[4]
- The Big Indie Pitch at GIC 2019 第1位[5]
- Google Play Indie Games Festival 2020 ヨーロッパ部門 受賞（他作品と共同）[6]